# ویلیام وه‌چی

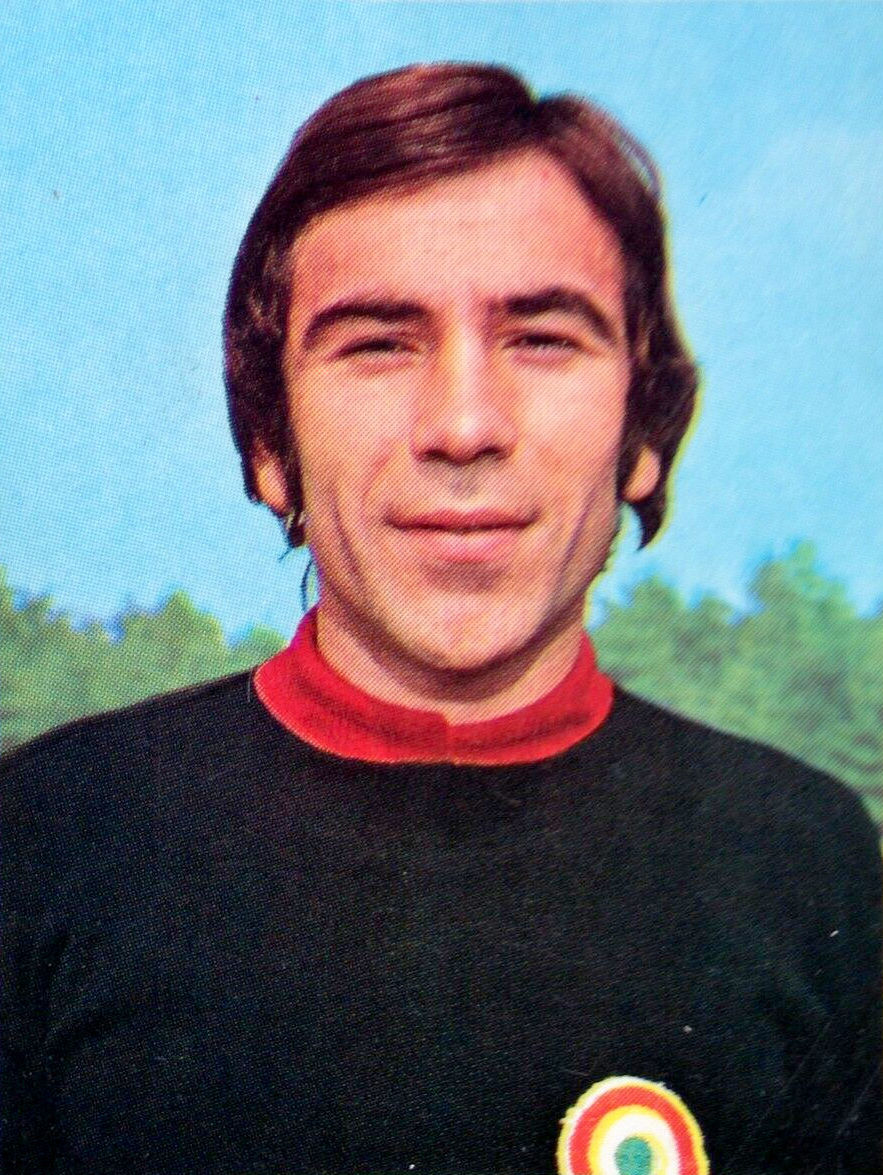
ویلیام وه چی دوازه بان سابق ایتالیایی است.

ویلیام وه‌چی(به ایتالیایی: Villiam Vecchi) (زاده ۲۸ دسامبر ۱۹۴۸ در اسکاندیانو) دروازه‌بان سابق ایتالیایی است.
او در حال حاضر مربی دروازه‌بان‌ های باشگاه رئال مادرید است.